# Inconmensurabilidad (filosofía)

Esta diagonal es inconmensurable con respecto a sus lados.

En filosofía de la ciencia, la inconmensurabilidad es la imposibilidad de comparación de dos teorías cuando no hay un lenguaje teórico común. Si dos teorías son inconmensurables entonces no hay ninguna manera de compararlas y decir cuál es mejor y correcta.

## Tesis

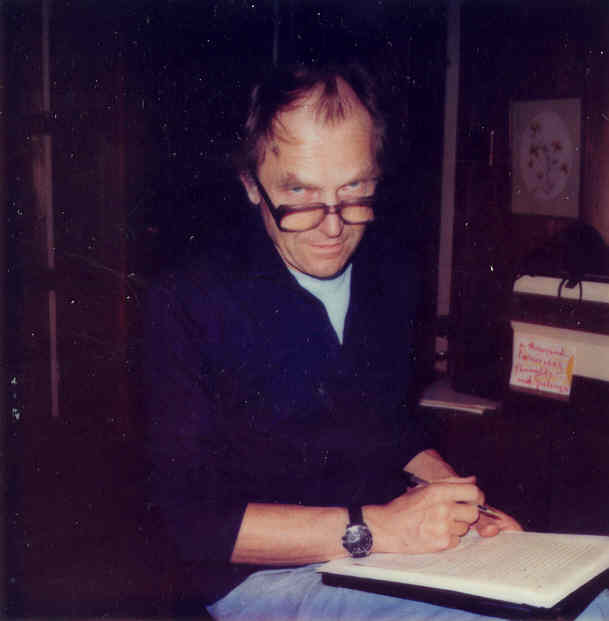
Paul Feyerabend Berkeley.jpg
Descripción: El filósofo Paul Feyerabend en la universidad de Berkeley.
Fecha:18 de noviembre de 2006 (fecha original de carga)
Autor:Grazia Borrini-Feyerabend
Categorías:Paul Feyerabend

En 1962 Thomas Kuhn y Paul Feyerabend, de manera independiente, introdujeron la noción de inconmensurabilidad en la filosofía de la ciencia. En ambos casos el concepto provenía de las matemáticas, y en su sentido original se define como la falta de una unidad común de medida que permita una medición directa y exacta entre dos variables; se predica, por ejemplo, de la diagonal de un cuadrado con relación a su lado.

### Inconmensurabilidad en las matemáticas
La idea central de este concepto en matemáticas no es la imposibilidad de comparación, sino la ausencia de un factor común que pueda ser expresado. Se analiza el ejemplo de la diagonal de un cuadrado con relación a su lado. La razón de la diagonal d de un cuadrado y su lado l es inconmensurable (es irracional).
La demostración de que d/l no es racional se puede hacer de manera indirecta, considerando lo contrario. Se busca llegar a una contradicción. Si se llega a una contradicción, lo contrario es cierto, y se establecería lo que se desea. En términos lógicos: si queremos demostrar la proposición J, asumimos que "no J" es correcta. Mediante deducciones lógicas a partir de "no J" llegamos a una contradicción. Entonces se concluye que "no J" no es cierta y, por lo tanto, J debe ser verdadera. Este método se llama reducción al absurdo.

### Introducción al término
La introducción del término estuvo motivada por una serie de problemas que ambos autores observaron al tratar de interpretar teorías científicas sucesivas y sin duda su implementación se entiende mejor a la luz de la crítica que tanto Kuhn como Feyerabend realizaron ante ciertas tesis que los representantes de la llamada concepción heredada habían sostenido, entre las cuales destaca la famosa tesis de la acumulación del conocimiento científico, la cual afirma que el corpus del conocimiento científico ha ido aumentando con el paso del tiempo, tesis que tanto Kuhn como Feyerabend rechazan.
Otra tesis igualmente importante es la existencia de un lenguaje neutro de contraste en el cual puedan formularse las consecuencias empíricas de dos teorías en competencia, de tal forma que se puede elegir a la que tenga el mayor contenido empírico verificado —o no falsado— si la formulación es popperiana.
La noción de fondo de esta segunda tesis no es solo la existencia de tal lenguaje sino que implica, al menos, dos postulados más. Primero, la afirmación de que la elección entre teorías tiene como prerrequisito su intertraducibilidad, por ejemplo entre una teoría T y su sucesora T’ —y en el caso de Popper la deducibilidad de T’ a partir de T— y segundo, que la elección siempre se realiza bajo los mismos estándares de racionalidad.
En ambos casos el concepto de inconmensurabilidad hace imposible la viabilidad de las tesis. En el primero, al mostrar que ciertas consecuencias empíricas entre teorías sucesivas se pierden. En el segundo, al afirmar que es posible una elección racional entre teorías incluso cuando estas no pueden traducirse a un lenguaje neutro. Sin embargo, aunque los motivos —y las críticas a las que da origen— para su introducción son semejantes, de ninguna manera son idénticos los sentidos en el que los dos coautores le emplearon, por lo cual se discute la noción de inconmensurabilidad para cada coautor en ocasiones.

## Visiones

### Visión de Kuhn
El primer coautor de la tesis de la inconmensurabilidad es Thomas Kuhn, quien la introduce en su obra de 1962, La estructura de las revoluciones científicas, obra en la que le describe como una propiedad global que describe las relaciones entre paradigmas sucesivos. Bajo este entendido, la inconmensurabilidad rebasa el terreno semántico y abarca todo lo concerniente a las prácticas, ya sea desde los campos de problemas hasta los métodos y normas de resolución que se les asocian. Sin embargo, el término se fue refinando a través de toda la obra de Kuhn, primero, al acotarle a un terreno semántico y con una formulación local, para posteriormente redefinirlo en un sentido taxonómico donde el cambio se encuentra en las relaciones de semejanza/diferencia que los sujetos de una matriz disciplinar trazan sobre el mundo.

#### Etapas
En este sentido, y siguiendo a Pérez Ransanz, podemos ubicar tres grandes etapas en la obra de Kuhn, por lo menos en lo que a este concepto se refiere. La primera, como ya hemos visto, es la presente en ERC y se caracteriza por una visión global que se aplica a los paradigmas. Tal visión es reemplazada en los años setenta por una visión localista y semanticista en la cual se le define ahora como la relación que se predica entre dos teorías que están articuladas en dos lenguajes que no son completamente traducibles entre sí, como deja ver Kuhn en el siguiente pasaje de su obra:

La frase "sin medida común" se convierte en "sin lenguaje común". Afirmar que dos teorías son inconmensurables significa afirmar que no hay ningún lenguaje neutral o de cualquier otro tipo, al que ambas teorías, concebidas como conjuntos de enunciados, puedan traducirse sin resto o pérdida... [Sin embargo] La mayoría de los términos comunes a las dos teorías funcionan de la misma forma en ambas...
Thomas Kuhn

Lo anterior solo prohíbe un tipo de comparación, aquella que se efectúa entre los enunciados de estas dos teorías en una relación uno a uno. Una idea que subyace a tal formulación es que la traducibilidad implica simetría y transitividad pues si una teoría T es traducible con otra teoría T’, entonces T’ es traducible a T, y más aún pues si existiese una tercera teoría T’’ y esta fuese traducible con T’, no podría ser el caso que las teorías T y T’ fuesen inconmensurables, toda vez que la relación transitiva y simétrica asegura que sus enunciados podrán ser comparados uno a uno.
En este punto cabe hacer notar que Kuhn no niega que dos teorías inconmensurables tengan un ámbito común de referencia, y en este sentido no afirma la imposibilidad de la comparación sino que su tesis se refiere únicamente a la capacidad de traducir los enunciados de estas teorías en una relación de uno a uno, como se muestra en el pasaje:

Los términos que preservan sus significados a través de un cambio de teoría proporcionan una base suficiente para la discusión de las diferencias, y para las comparaciones que son relevantes en la elección de teorías. [Continuación en un pie de página] Nótese que estos términos no son independientes de la teoría, sino que sencillamente se usan de la misma manera en las dos teorías en cuestión. Se sigue que la contrastación es un proceso que compara dos teorías, no un proceso que pueda evaluar teorías por separado.
Thomas Kuhn

Lo anterior es relevante porque permite dilucidar que el sentido de la racionalidad en Kuhn está ligado a la capacidad de comprensión, y no a la capacidad de traducción misma (Pérez Ransanz, 2000).
En la tercera etapa de la obra de Kuhn la formulación de la tesis de la inconmensurabilidad se redefine en términos taxonómicos y se explica en función del cambio de las relaciones de semejanza/diferencia entre dos teorías. Este cambio, aclara Kuhn, atañe a los conceptos de clase A no solo porque hay un cambio en el modo de referir los conceptos sino porque la estructura subyacente en ellos se ve alterada, esto es, varía el sentido —su intención— pero también su referencia. De esta forma Kuhn afirma que no todos los cambios semánticos son cambios que conlleven a la inconmensurabilidad, lo son solo aquellos que, por ser realizados en las categorías de base, operan de manera holista, resultando en que toda la relación entre estos términos se vea alterada. Lo anterior, de un carácter local pero explicado en términos taxonómicos, define a la inconmensurabilidad como la imposibilidad de homologar las estructuras taxonómicas de dos teorías, imposibilidad que se expresa en una traducción necesariamente incompleta.

#### Caracterización taxonómica
Es precisamente esta caracterización taxonómica la que le permite postular su principio de no traslape, pues si las categorías taxonómicas son particiones en un sentido lógico entonces esto implica que las relaciones que se establecen entre estos conceptos y el resto son necesariamente jerárquicas. Y es justamente por este tipo de relación que los cambios en las categorías son holistas, pues la modificación de una categoría necesariamente implica la modificación de las categorías que le circundan, lo cual explica porque una vez dado este cambio las taxonomías no pueden ser ya homologables, en el sentido de isomorfas.
Una ventaja de tal caracterización —que se encontraba ya presente en su obra más con remanentes de la caracterización semántica, misma que Kuhn llevó a todo su potencial a finales de los ochenta en su caracterización taxonómica— es su creencia de que los criterios que permiten a las personas el identificar un concepto con sus referentes son muchos y variados, de tal forma que no es relevante para la comunicación exitosa una coincidencia en criterios, sino solo en las categorías que estos implican; es decir, Kuhn visualiza las relaciones entre los conceptos como existentes en un espacio multidimensional, las categorías consisten en particiones de ese espacio, y son éstas las que deben coincidir entre los comunicantes, no así los criterios que establecen una ligadura entre este espacio y el referente asociado.

#### Reluctancia
Una precisión importante que debe realizarse, y que aparece constante en toda la obra de Kuhn, es su reluctancia a igualar traducción e interpretación, equiparación que Kuhn atribuye a la tradición analítica en la filosofía. La traducción es una actividad casi mecánica en la cual se produce un manual de traducción quineano que relaciona secuencias de palabras de tal forma que los valores de verdad de estas oraciones se conservan. Sin embargo, el proceso de la interpretación implica la elaboración de hipótesis de traducción, las cuales habrán de ser exitosas cuando permitan entender de manera coherente y con sentido aquellas preferencias que son extrañas. Kuhn entonces reniega de un principio de traducibilidad universal pero no de un principio de ineligibilidad universal, distinción que será muy importante para entender el rechazo de Kuhn hacia las críticas que le realizaron, por ejemplo, Popper y Davidson.
Pero sin lugar a dudas la noción anterior nos invita a cuestionarnos cómo es que somos capaces de interpretar en primer lugar, la solución de Kuhn consiste en afirmar que esto es como aprender un nuevo lenguaje. Sobre cómo es que somos capaces de aprender un nuevo lenguaje cuando nos enfrentamos a un cambio holista como el implicado con la noción de inconmensurabilidad cabe mencionar cuatro aspectos:
- Primero, para realizar tal asimilación es necesario que el vocabulario complementario esté bien comprendido.
- Segundo, las definiciones habrán de cumplir un papel mínimo, son los ejemplos paradigmáticos los que introducen el uso de los nuevos conceptos de tal forma que un componente estipulativo u ostensivo es indispensable.
- Tercero, que los conceptos de clase no pueden aprenderse aislados sino en relación con una serie de conjuntos de contraste.
- Cuarto, que el proceso de aprendizaje conlleva la generación de expectativas, las cuales son la base de la proyectabilidad de los términos de clase, de tal suerte que éstas son a su vez la base de, entre otras cosas, las inferencias inductivas. Y último, así como los criterios para relacionar la clase y su referente varían, también lo hacen las rutas de aprendizaje de los sujetos.

#### Conclusión
Se puede concluir que la tesis de la inconmensurabilidad en Kuhn, pese a sus diversas reformulaciones, logra problematizar seriamente tanto la idea de la acumulación, como la noción misma de un lenguaje neutro, sin por ello caer en un irracionalismo ni afirmar que el ámbito común de referencia es irrelevante, tesis que le diferencia de Feyerabend toda vez que éste afirma tanto en su obra Problemas con el Empirismo como en su Contra el método que si la nueva teoría deambula por nuevos campos, esto no es un problema para la teoría, pues muchas veces el progreso conceptual conlleva a la desaparición y no a la refutación o resolución de viejas preguntas.

### Visión de Feyerabend
Feyerabend ubica la inconmensurabilidad desde un principio en el terreno semántico, la noción fundamental que hay detrás es el cambio de significado de los términos básicos de una teoría, cambio que invade la totalidad de los términos de la nueva teoría, haciendo que entre T y T’ no exista ninguna consecuencia empírica común, según Feyerabend.

#### Teorías
En 1989, Feyerabend presenta esta noción a contraluz del racionalismo crítico de Popper en el cual "la investigación empieza con un problema. El problema es el resultado de un conflicto entre una expectativa y una observación que, a su vez, es constituida por la expectativa." (Feyerabend, 1989; pp. 96). La metodología de la ciencia es entonces el resolver problemas al inventar teorías que sean relevantes, falseables, al menos en mayor grado que cualquier solución alterna. Una vez que tal alternativa está presente comienza la fase crítica con respecto a T’, la cual habrá de contestar las siguientes preguntas: (a) por qué la teoría T había tenido éxito hasta ahora, y (b) por qué ha fracasado. Si la nueva teoría T’ da cuenta de ambas preguntas, entonces T se desecha.
Esto es, una teoría nueva T’, para ser una sucesora adecuada de una teoría refutada T, debe tener un conjunto de predicciones adicionales con respecto a T (clase A), así como un conjunto de predicciones exitosas que coincide en cierta medida con la vieja teoría T (clase S) —lo cual constituye parte del contenido de verdad de la nueva teoría— y, asimismo, excluir una serie de consecuencias de T, los fracasos de la vieja teoría, los cuales son parte del contenido de falsedad de la nueva teoría (clase F).
Dado este modelo es posible construir enunciados relacionales entre ciertos términos de T y de T’, los cuales serán la base de la comparación entre las teorías, permitiendo una elección entre ambas a la luz de su contenido empírico. Pero, si nos enfrentamos a una teoría T’ tal que la clase S es vacía, las teorías son inconmensurables entre sí.
Sin embargo, Feyerabend aclara, la inconmensurabilidad entre T y T’ dependerá de la interpretación que se les dé a las teorías. Si ésta es instrumental, toda teoría que se refiera a un mismo lenguaje de observación será conmensurable. De igual forma, si lo que se busca es una perspectiva realista, entonces se favorecerá una posición unificada en la cual se emplearán los términos más abstractos de cualquiera que sea la teoría que se considere para describir a ambas teorías otorgando un significado a los enunciados de observación en función de estos términos, o, al menos para reemplazar el uso habitual que se les da.
Sobre la interpretación instrumentalista se puede comentar que existirían ciertas oraciones cuyo valor de verdad no solo dependería de los enunciados observacionales sino de los criterios de evaluación a los que estos se someten y que están anclados en las teorías. Por ejemplo, si se afirma el carácter relacional de toda longitud, tal aseveración no puede ser decidida en términos meramente observacionales sino que su valor de verdad depende en parte de la teoría que establece el sentido en el cual se usarán los términos, en este caso la Mecánica Cuántica (MQ) en oposición a la Mecánica Clásica (MC). En este sentido, la posición instrumentalista atiende solo a las consecuencias empíricas y deja de lado la relación que los conceptos tienen entre sí.
En este mismo sentido, Feyerabend comenta que:

Es cierto, desde luego, que el esquema relativista nos da muy a menudo números que son
prácticamente idénticos a los números que se obtienen de MC, pero no por ello los conceptos
son más similares... [Pues] Ni siquiera el caso ... que da lugar a predicciones estrictamente idénticas puede utilizarse como argumento para mostrar que los conceptos deben coincidir al menos en este caso, pues magnitudes diferentes basadas en conceptos diferentes pueden dar
valores idénticos en sus respectivas escalas sin dejar de ser magnitudes diferentes... [Así es que] Ni se puede hacer una comparación de contenido ni se puede emitir un juicio sobre la verosimilitud.
Paul Feyerabend

#### Objeción realista
Sobre la objeción realista, Feyerabend retoma un argumento elaborado por Carnap y comenta que el uso de tales conceptos abstractos conlleva a una posición imposible, pues «(...) los términos teóricos reciben su interpretación al ponerse en conexión o bien con un lenguaje de observación preexistente, o bien con una teoría que ya ha sido puesta en conexión con un lenguaje de observación, y que esos términos están vacíos sin esa conexión.» (Feyerabend, pp. 373). De lo anterior se sigue que no se les puede usar para otorgar significado al lenguaje de observación pues este lenguaje de observación es su única fuente de significado, con lo cual lo que se realizaría no sería una traducción sino un reemplazo del término .
Así Feyerabend considera que tanto la interpretación realista como la instrumentalista son fallidas, con lo cual pretende defender la noción de inconmensurabilidad como una noción legítimamente insalvable y con ello anular la tesis de la acumulación y el panracionalismo en la ciencia.
Esto lleva a la siguiente consideración: si cada nueva teoría tiene su propia base observacional, en el sentido de la carga teórica, cómo podemos esperar que las observaciones que produzca logren eventualmente refutarla, pero aún más, cómo podremos dar cuenta de que efectivamente la nueva posición explica lo que se supone que pretendía explicar o si está deambulando por campos diferentes, y en este sentido, cómo comparar finalmente las teorías.
La respuesta de Feyerabend a la primera consideración radica en realizar la siguiente distinción: los términos primitivos de una teoría solo dependen de los postulados de la teoría y las reglas gramaticales asociadas mientras que las predicciones que realiza dependen también de las condiciones iniciales del sistema. Feyerabend no explora mucho más el punto pero puede suponerse que si la predicción no corresponde con la observación y si tenemos un alto grado de confianza en la descripción que hemos realizado de las condiciones iniciales, entonces podemos asegurar que el error debe estar presente en nuestra teoría y sus términos primitivos.
Sobre la segunda consideración, Feyerabend responde con una pregunta: «por qué habría de ser necesario disponer de una terminología que permita decir que dos teorías hablan del mismo experimento. Esto supondría una pretensión unificacionista, posiblemente realista, cuyo objetivo parecería ser la verdad, sin embargo, es de suponerse que la teoría puede contrastarse bajo un criterio de adecuación empírica. Tal criterio partiría de la relación que se establece entre el enunciado observacional que describe el resultado de un experimento formulado para cada teoría de forma independiente, el cual se compara con las predicciones que cada teoría postula. En este sentido, la elección se realiza cuando una teoría es empíricamente más adecuada. Y si con esto la objeción ante la posible deambulación de la nueva teoría no se contesta, es irrelevante pues muchas veces la historia nos ha demostrado que en efecto las posiciones varían o modifican sus campos de aplicación, por ejemplo, la física aristotélica y la newtoniana»

#### Elección de teorías
Lo dicho anteriormente implica que el proceso de elección de teorías no obedece a una racionalidad universal. Sobre si la ausencia de ésta constituye una posición irracional Feyerabend afirma:

No, porque cada episodio particular es racional en el sentido de que algunos de sus rasgos pueden ser explicados en términos de razones que o fueron aceptadas en el tiempo en el que ocurrieron, o inventadas en el curso de su desarrollo. Sí, porque incluso estas razones locales que cambian de época en época nunca son suficientes para explicar todos los rasgos importantes de un episodio particular.
Paul Feyerabend

Con lo anterior Feyerabend trata de arrojar luz sobre una consideración hecha por el mismo Popper, y que afirma que siempre somos capaces de revisar todo pronunciamiento, incluso los sistemas de referencia que guían nuestra crítica. Sin embargo, las conclusiones de ambos son diferentes, pues Popper supone que siempre es posible realizar una crítica una vez que los nuevos criterios han sido aceptados, con lo cual la elección puede ser vista como el resultado de una racionalidad a posteriori de la elección. Mientras que en la posición de Feyerabend, esta solución es meramente un ornamento verbal toda vez que los estándares se ven influidos por el primer mundo de Popper, el mundo físico, y no solo se desarrollan en el mundo tres. Es decir, los estándares se ven influidos por las expectativas a las que dan origen, las actitudes que conllevan, y las formas de interpretar el mundo que favorecen, pero esto es estrictamente análogo al proceso mismo de una revolución científica, lo cual nos lleva a creer que la tesis de la inconmensurabilidad puede ser aplicada también a estándares, como lo evidencia la siguiente aseveración:

Incluso el racionalista más puritano se verá obligado entonces a dejar de argumentar y a emplear, por ejemplo, la propaganda no porque alguno de sus argumentos haya dejado de ser válido, sino porque han desaparecido las condiciones psicológicas que le permitían argumentar efectivamente y, por tanto, influir sobre los demás.
Paul Feyerabend

Feyerabend afirma que el criticismo popperiano es, o bien relativo a ciertos procedimientos claramente definidos, o bien es totalmente abstracto y deja a otros la tarea de llenarle ahora con este, después con aquel contenido concreto, haciendo que la racionalidad a Popper sea un «mero ornamento verbal». Lo anterior no implica desde luego que Feyerabend sea un irracional sino que considera que el proceso de cambio científico no puede ser explicado en su totalidad a la luz de alguna racionalidad, precisamente porque hay inconmensurabilidad.

## Críticas

### Crítica de Popper
La crítica elaborada por Karl Popper (1994) ilustra un ejemplo de las detracciones que se pueden formular ante la tesis de la inconmensurabilidad cuando ésta se define como la imposibilidad de un entendimiento. Popper abre su artículo mencionando, en contra de la inconmensurabilidad, que ésta favorece la violencia al imposibilitar una comunicación racional, sin embargo, como Sandra Mitchell (2003) argumentó, estos juicios de índole política no se sostienen ni pueden ser justificatorios pues dependen de una serie de valores condicionados por un momento histórico en el cual cierta visión de la ciencia se favorece sobre otras.
Pero si ha de adentrarse en la crítica misma, se debe comenzar aludiendo a lo que Popper considera como el mito del marco, y que se expresa: «Una discusión fructífera y racional es imposible a menos que los participantes compartan un marco común de asunciones básicas o, al menos, que para los propósitos de tal discusión acuerden discutir bajo un marco de esta índole». (Popper, 1994).

#### Aceptaciones
Popper reconoce que:
1. Una discusión como la descrita anteriormente es difícil mas no imposible,
2. Una discusión fructífera generalmente no es aquella que se da entre personas que sostienen puntos de vista muy similares, y por lo tanto
3. Las discusiones más fructíferas para la ciencia son precisamente las que involucran grandes desacuerdos (Popper, 1994).

En su opinión, ha sido un error de concepción por parte de los autores que sostienen la tesis de la inconmensurabilidad el interpretar una discusión fructífera como aquella que termina en un acuerdo total; incluso tal acuerdo puede ser indeseable, pues dada la falibilidad de las teorías llegar siempre a un acuerdo aumenta el riesgo de que las teorías aceptadas sean falsas, sobre todo, cuando la evidencia dista mucho de ser concluyente. Pero sin duda, y más allá de si una discusión es concluyente o no, una discusión es fructífera cuando permite generar nuevos argumentos para defender las posiciones en conflicto (Popper, 1994).
En este sentido, Popper considera que la expectativa de una eterna coincidencia conduce a una decepción, la cual, aunada a un admirable deseo de tolerancia y una lógica dudosa, lleva a ciertos filósofos a postular el mito del marco (Popper, 1994). El origen del mismo, afirma Popper, se rastrea hasta Hegel y ciertos filósofos postcríticos alemanes que confunden el falibilismo de las teorías con la noción de que la verdad, como las costumbres, no es más que un producto social. Popper considera entonces que la noción de verdad absoluta y objetiva es reconciliable con la tesis del falibilismo como lo muestra la teoría de la verdad tarskiana de la siguiente forma:

Un enunciado en algún lenguaje, por ejemplo en inglés, es verdadero si y solo si se corresponde con los hechos... Así, es imposible, de acuerdo con la teoría tarskiana, que dos enunciados que son la traducción el uno del otro, pudiesen ser uno verdadero y el otro falso. La verdad, de acuerdo a la teoría tarskiana, no es por lo tanto dependiente o relativa a un lenguaje... [sin embargo] Puede ocurrir que un enunciado en un lenguaje no sea traducible a otro, o en otras palabras que un hecho... que puede ser descrito en un lenguaje no pueda ser descrito en otro.
Karl Popper, pp. 48-49

A continuación, en ese mismo pasaje, Popper concede que un caso de intraducibilidad puede construirse artificialmente si se diseña un lenguaje en el cual solo puedan expresarse predicados monádicos, de tal forma que ningún predicado diádico pueda ser expresable. Por ejemplo, si se admite que los enunciados "Paul es alto" y "Peter es alto" no se puede expresar nunca el enunciado "Paul es más alto que Peter".
Sin embargo, tal situación puede ser superada si trascendemos las reglas de nuestro propio lenguaje mediante la crítica, simplemente —como se mencionó en el pasaje de Feyerabend— al tomar nuevas reglas que permitan incorporar los enunciados en conflicto. Estas nuevas reglas serán evaluadas mediante una crítica a posteriori, es decir, se aceptarán si su implementación ha conducido a un aumento en el entendimiento; si lo anterior se logra, el mito del marco no es un problema.

### Crítica de Davidson
En su obra, Donald Davidson presenta una crítica detallada ante la noción de esquema conceptual, pero en esta obra no solo reniega de la posible multiplicidad de esquemas sino de la existencia de algo que pueda ser denominado esquema. En su opinión, tal formulación entraña una paradoja puesto que la idea de diversos puntos de vista solo puede ser inteligible a la luz de un sistema de coordenadas común en el cual se pueda representarles, sin embargo, tal sistema lleva al desvanecimiento de la noción misma que se pretendía esclarecer.

Los esquemas conceptuales, nos dicen, son formas de organizar la experiencia; son sistemas de categorías que dan forma a los datos de las sensaciones; son puntos de vista desde los cuales los individuos, culturas o períodos examinan los acontecimientos que se suceden.
Donald Davidson, pp. 189

#### Relación, traducibilidad y conmensurabilidad
La enunciación anterior, pese a su aparente simpleza, entraña una complejidad conceptual que debe ser explorada paso a paso pues el argumento de Davidson consiste en caracterizar lo que es un esquema conceptual, para luego mostrar que la idea misma es estéril. Pero tal esterilidad debe exponerse a la luz de sus concepciones sobre el significado, la traducción, la interpretación y las relaciones que entre estos conceptos existen. Primero, cabe hacer notar que no existe aquí una equiparación entre los lenguajes y los esquemas conceptuales, sino una relación de subordinación entre los primeros para con los segundos de tal forma que los cambios en los esquemas desencadenan necesariamente cambios en los lenguajes. Sin embargo, Davidson aclara, lo anterior no pretende implicar que la mente tenga categorías ajenas a cualquier formulación lingüística sino solo reflejar la suposición de que en principio dos lenguajes pueden compartir un mismo esquema conceptual cuando estos son intertraducibles.
En este sentido la noción de traducibilidad se vuelve fundamental y puede adquirir dos sentidos, el primero, cuando la intraducibilidad es total y tenemos así un fallo completo, el segundo, cuando el fallo es parcial y la intraducibilidad solo ocurre entre ciertas oraciones de dos lenguajes.
En este punto es preciso mencionar que Davidson supone que una intraducibilidad total puede darse entre dos lenguajes, incluso si estos pudiesen ser traducidos parcialmente a un tercero que se encontrase en un punto medio entre los primeros. Lo anterior ejemplifica como las pequeñas diferencias entre lenguajes cercanos pueden acumularse y conllevar una intraducibilidad completa cuando comparamos lenguajes más distantes. Con ello Davidson apuntala que la traducibilidad no es un atributo transitivo.
Segundo, la relevancia que el proceso de la traducción tiene a la hora de definir la inconmensurabilidad, que tanto Kuhn como Feyerabend han defendido, puede desencadenar un genuino problema de entendimiento pues «(...) parece improbable que podamos atribuir inteligiblemente a un hablante actitudes tan complejas como éstas [Davidson está ahora hablando de creencias e intenciones], a menos que podamos traducir sus palabras a las nuestras». (Davidson, pp. 191).
Y si en efecto ese fuese el caso, la atribución de creencias sería imposible, y de igual forma lo sería la interpretación, al menos en el caso radical. Lo anterior, sin embargo, solo hace evidente un problema al que cotidianamente nos enfrentamos y que se expresa así: cómo podemos saber que los demás hablantes usan las palabras para significar lo mismo que nosotros. La propuesta de Davidson consiste en afirmar que si esta interrogante, en el caso límite, no es un problema, entonces no lo será tampoco en el caso más familiar.

#### Resolución
Para resolver este problema, primero necesitamos desarrollar una teoría del significado, la cual habrá de reunir cuatro requisitos para romper el círculo vicioso ya descrito: primero, aquel que conozca la teoría podrá interpretar las emisiones para las cuales la teoría es aplicable; segundo, se le podrá apoyar o verificar por medio de evidencia plausiblemente disponible, a saber, las conductas de los hablantes ante los enunciados; tercero, que el significado de los enunciados esté en función del significado de sus partes; y cuarto, que no haga referencia a ningún lenguaje intermedio, es decir, que vincule directamente el lenguaje objeto con el metalenguaje del intérprete sin antes tener que elaborar un manual de traducción entre el lenguaje objeto y el lenguaje del intérprete.
Y es en ese punto cuando Davidson introduce su teoría de la interpretación, la cual parte de dos supuestos. El primero es que los hablantes asienten sinceramente cuando creen que una oración es verdad; segundo, y dado el primer supuesto, cuando un hablante asiente ante una oración es porque el hablante cree la oración. Estos dos supuestos son los que permiten que su teoría satisfaga los criterios expuestos anteriormente.
Más allá de estos supuestos, la teoría de la interpretación de Davidson se basa en la Teoría Tarskiana de la verdad pero redefinida, pues Tarski buscaba dar cuenta de qué es la verdad mientras que Davidson pretende dar cuenta de cómo es posible la interpretación. El concepto clave en ambas es el de enunciado T, que obedece a la siguiente forma:
S es verdadera (en el lenguaje objeto) si y solo si p.
Donde s es un enunciado del lenguaje objeto o su descripción canónica y p es una traducción de s al metalenguaje. O más correctamente, ya que los enunciados T definen la verdad para enunciados cerrados —es decir aquellos que no tienen variables libres—:
S es verdadera para un sujeto x si y solo si p ocurre en un tiempo t.
Los cuales pueden posteriormente ser generalizados de tal forma que el enunciado finaliza con la siguiente estructura:
(x) (t) [Si ($y) tal que y es una comunidad lingüísticas y x pertenece a ella entonces (x sostiene que s es verdadero si y solo si p en t]
Donde y es una comunidad lingüística, x un sujeto, t es la variable tiempo, y s y p poseen los mismos valores que antes. En este mismo texto, Davidson afirma que la satisfacibilidad es la noción básica que orientó la construcción de tales enunciados, por lo que «(...) hemos abandonado la idea de que también debemos decir si lo que reemplaza a "p" traduce a "s"» (Davidson, 1973; pp. 145).
Es importante notar que Davidson menciona que para la forma general presentada antes, ninguna evidencia es concluyente y que es gracias a la mediación del principio de caridad el que sostenemos tal generalización.

#### Conclusión
Una vez caracterizados los enunciados T de Tarski, es preciso aplicarlos a un lenguaje específico siguiendo un proceso de construcción que tiene tres etapas. Primero, construimos enunciados T para verdades lógicas. Segundo, para enunciados con deícticos, aquellos cuya verdad o falsedad varía según ciertos cambios en el mundo, p. ej. ‘Está lloviendo’. Y tercero, para las oraciones restantes cuyo valor de verdad no depende sistemáticamente de los cambios del mundo. (Davidson, 1973). Lo anterior de no garantiza que al final se obtenga un diccionario quineano de oraciones uno a uno, pues puede darse el caso de que la traducción esté indeterminada, sobre lo que Davidson afirma lo siguiente:

La indeterminación del significado o traducción no representa una falla al capturar distinciones significativas; señala el hecho de que cierta distinción aparente no es significativa. Si hay indeterminación, es porque aun con toda la evidencia posible, diferentes formas de expresar un hecho permanecen.
Donald Davidson, pp. 154

Esta teoría del significado será la herramienta adecuada para demostrar que la interpretación radical no es imposible pues toma a la creencia como constante hasta que es finalmente posible resolver el significado, pero en principio no se asume que p es traducción de s, sino que "...dar condiciones de verdad es una forma de dar el significado de una oración...".
Una vez aclarado lo anterior podemos regresar a su obra, en especial al comentario sobre el fallo total. Si lo que se quiere decir con esto es que los dos esquemas conceptuales que son radicalmente diferentes, pueden ser asimismo verdaderos, cada uno en su propio sentido, entonces la pretensión implica una separación entre la verdad y la traducibilidad, lo cual, dada la teoría de la verdad de Tarski, parece estar condenado al fracaso.
Pero no solo esto, pues al menos la posición kuhniana entraña un dualismo entre esquema conceptual y de contenido ininterpretado (empírico); este dualismo es, en palabras de Davidson (1974b), el tercer dogma del empirismo.

La idea es entonces que algo es un lenguaje, y está asociado a un esquema conceptual, podamos o no traducirlo, si se encuentra en una cierta relación (de predicción, de organización, de estudio, o de ajuste) con la experiencia (naturaleza, realidad, apuntes sensoriales). El problema es decir qué es la relación, y dar una idea más clara de las entidades relacionadas.
Donald Davidson, pp. 197

Su crítica consiste en mencionar que se considera a la elección entre dos teorías inconmensurables como algo que puede darse, como si hubieran puntos de vista fuera del lenguaje, esto es, al asumir a la experiencia humana como proceso realmente existente pero ajeno al lenguaje.
Sobre la idea de fallo parcial, Davidson concluye que su fertilidad es igualmente inexistente, interpretar términos ajenos siempre supone una interpretación caritativa en la cual finalmente se es capaz de reconocer las condiciones de verdad en las cuales el hablante ha formulado su proposición, es decir, el problema familiar se ha desvanecido con la misma respuesta que se ofreció ante el problema global.

Así, lo que al principio sonaba como un descubrimiento estremecedor – que la verdad es relativa a un esquema conceptual – hasta ahora no ha podido demostrarse que sea algo más que el hecho pedestre y familiar de que la verdad de una oración es relativa (entre otras cosas) al lenguaje al cual ella pertenece.
Donald Davidson, pp. 194